# Glükóz-1,6-biszfoszfát
A glükóz-1,6-biszfoszfát vagy D-glükópiranóz-1,6-biszfoszfát a glükóz foszforilezett származéka. A glükóz-1,6-biszfoszfát-szintetáz enzim (EC 2.7.1.106) az α-anomerjét állítja elö α-D-glükóz-1-foszfátból.

## Biokémiai szerepe
A szénhidrát anyagcsere fontos regulátora. Allosztérikus foszfofruktokináz aktivátor. Potens hexokináz inhibítor és foszfoglukomutáz aktivátor.
A foszfoglukomutáz enzim (EC 5.4.2.2) kofaktora.